# 羅伯特·艾倫·斯坦福
羅伯特·艾倫·斯坦福（Robert Allen Stanford，1950年3月24日—）是一名來自美國得克萨斯州的金融家、體育贊助者與被定罪的罪犯，曾为《福布斯》排名第205的富豪，前任斯坦福金融集團主席兼首席執行官，並在2008年11月曾贊助木球獎金2千萬美元。由于被指控进行大规模龐氏騙局和詐騙他目前坐狱，騙局涉及713億美元以上的環球金融投資，客戶投資人近600人。斯坦福金融集團目前已经破产。他是第五代德克萨斯人，曾居住在美屬維爾京群島圣克洛伊岛，拥有美国和安提瓜和巴布达双重国籍。
2009年初开始斯坦福因数起诈骗案受调查，2009年2月17日美国证券交易委员会对他因诈骗和嫌疑涉及到80亿美元存款證書的“严重诈骗”多次侵犯美国安全法起诉。联邦调查局对斯坦福在休斯敦、孟菲斯和图珀洛三处的办公室进行搜查。10後美国证券交易委员会把它对斯坦福的起诉原因改为“严重庞氏骗局”。同年6月18日他向当局自首。他的审判从2011年9月开始，並最終獲刑110年。

## 早年
斯坦福在德克萨斯长大，他父亲曾任当地的市长和斯坦福金融集團理事。他母亲是一名护士。1959年他父母离婚后他和他的兄弟一起随他们的母亲生活。他的父母后来均与他人再次结婚。
斯坦福在沃思堡的一个中学毕业。1974年斯坦福在韋科貝勒大學获得金融学士学位毕业。

## 升爵和剥夺爵位
2009年2月《休斯敦纪事报》发表了一篇关于斯坦福的文章，把他介绍成安提瓜和巴布达“首要的慈善家、促进人、雇主和公共人物”。斯坦福于2006年被安提瓜和巴布达授予骑士爵位。安提瓜人在提到斯坦福的时候一般使用“艾伦爵士”这个头衔。2009年10月安提瓜和巴布达国家荣誉委员会一致投票通过剥夺斯坦福的爵位，并于10月26日把这个决定通知了首相。2009年11月2日这个决定被传给总督。2010年4月日总督签署了剥夺斯坦福爵位的命令。

## 生涯
斯坦福在韦科开了一家健身房起家，但是这家健身房没有成功。他最早的成功是1980年代初通过德克萨斯石油泡沫时期在休斯敦做不動產生意。当时他和他父亲合伙。他们通过购买当时低价的不动产，然后在数年后等市场恢复了再把这些不动产高价卖出发财。他父亲1993年退休时斯坦福开始领导当时有500名职员的公司。
1980年代里斯坦福移居加勒比海，首先去蒙塞拉特島，后来去安提瓜。1985年他通过斯坦福金融集團在蒙塞拉特岛上开始了一座银行。1980年代英国对蒙塞拉特岛上的國際金融業務分行进行制裁时他把这座银行移到安提瓜，并改名为斯坦福国际银行，是斯坦福金融集團的一个分公司。
从2007年初开始斯坦福与安提瓜和巴布达首相以及斯坦福的前盟友鲍德温·斯潘塞开始公开互相对敌。

## 法律问题

### 被控施骗
2009年2月初有报道说联邦调查局证券交易委员会、佛罗里达州金融管理和美国最大的私有企业监督机构之一美国金融业监管局在调查斯坦福的公司斯坦福金融集團。序文斯坦福国际银行的经理人员怎样能够持续地保持其高于市场的利息。一名前经理告诉证券交易委员会斯坦福向他的顾客展示假设的投资回报，把这些假设说成是真实的历史数据，来吸引顾客。斯坦福称他的投资和美国政府保障的账户一样保险，或者甚至还要保险。早在2006年一份被泄露的美国驻巴哈马大使馆报告就说斯坦福控制的公司“传说涉及欺骗、洗钱和操纵政治”。据说当时美国驻巴哈马大使在一次福利事业募捐早餐上成功地“避免与斯坦福出现在任何一对一的照片上”。同月17日联邦搜查了斯坦福金融集团的办公室。并把它们当作“作案现场”处理——提醒参加搜查的警官们不要留下任何指纹。
证券交易委员会指责斯坦福围绕着一个八十亿美元投资骗局进行“大规模欺骗”。斯坦福的财产和公司被冻结，被美国联邦法庭没收。法庭还下令没收斯坦福的护照。后来报道说斯坦福在他的公司被搜的当天还试图逃离美国。他试图雇佣一名私有喷气式飞机飞往安提瓜。他想用信用卡付钱结果被拒绝因为该公司只接受汇款。受证券交易委员会委托的联邦调查局官员于2月19日在弗雷德里克斯堡斯坦福的女朋友家里找到他并将委员会发布的民事控告递交给他。2009年6月18日斯坦福被捕。他把自己的护照交给联邦司法官，他聘请了一名知名刑事辩护律师。证券交易委员会经常在发布刑事控告前发布民事控告。此后不同政府接收了斯坦福的商业企业。东加勒比中央银行宣布它接收了安提瓜银行。委内瑞拉政府接收了委内瑞拉斯坦福银行。
2月27日证券交易委员会说斯坦福和他的同伙操纵“大规模庞氏骗局”，霸占了上十亿美元投资者的钱，假造了斯坦福国际银行的帐来掩盖他们的骗局。它说：“斯坦福国际银行的帐，包括其投资收入，是假的。”。斯坦福在4月20日於休斯敦的一个律师所里否认任何罪行。他声称他的公司在证券交易委员会“摧毁”它之前运行良好，但他在6月18日仍被联邦调查局扣押，同月25日在休斯敦法庭上申明自己无罪。他的律师称斯坦福中度饮酒来克服审判的压力。
2009年8月27日，斯坦福的律师要求解除自己的义务。在从监狱去往法庭讨论这件事情的路上斯坦福抱怨说自己心跳剧烈，因此被送入医院。同年9月26日有报道说斯坦福因为与监狱里其他犯人发生冲突受伤入院，他的伤势被说成是没有生命危险。2010年11月8日有报道说斯坦福在监狱里被其他犯人攻击受重伤。照片显示他的脖子被支撑，眼睛半闭，头上戴绷带，手脚被铐。
本来计划从2011年1月开始对斯坦福进行审判，但是由于他的健康问题这个日期被延迟。2011年2月斯坦福要求联邦调查局和证券交易委员会补偿他72亿美元损失。5月诉讼放弃了七项对斯坦福的控告，剩下14项，由于他的健康状况审判日期还没有定。斯坦福的律师称斯坦福因为受伤造成的失眠无法被审判。2011年12月22日区法院决定他的健康状况可以被审。
2012年6月，斯坦福被判110年徒刑。

### 其它商务问题

#### 逃税
美国第五上诉法院确定了美国税务法院对斯坦福的判决，确认斯坦福夫妇在蒙塞拉特島经营银行时在1990年少交了423,531.36美元的所得税。有报道说斯坦福偷税的数额达上亿美元。从2007年到2008年他共偷税四次，总额高于2.12亿美元。

#### 洗钱
从2008年开始联邦调查局和其它机关在调查斯坦福是否牵涉到墨西哥贩毒组织洗钱的过程中。

#### 触犯商标
2001年斯坦福公开说他的曾祖父是创办斯坦福大学的利兰·斯坦福。他出钱修复了萨克拉门托的利兰·斯坦福大厦来“帮助维护斯坦福家族历史的一个重要文物”并雇家谱学家来帮助他证明他是利兰·斯坦福家族的一员。当时大学的一名发言人说：“我们没有任何艾倫·斯坦福与利兰·斯坦福有任何亲属关系的证明。”2008年斯坦福大学控告羅伯特·艾倫·斯坦福使用大学的名称“产生公共混淆”和“伤害”。

## 爱好

### 板球
斯坦福创办了加勒比地区斯坦福20/20板球赛，并在安提瓜建造了自己的板球场。第一次比赛于2006年7月和8月举行，第二次包括全球电视转播的与2008年1月和2月举行，共有三亿观众。千里達及托巴哥获第一名。2008年10月27日该队还赢得了28万美元的奖金。
2008年6月斯坦福和英格兰和威尔士板球协会达成协议举行英国和加勒比地区的比赛，其奖金为1227万英镑，这是至今为止世界上最高的比赛奖金。由于资助加勒比地区球队的公司不想资助这个比赛因此比赛几乎没有举行，最后在双方达成协议后加勒比地区的赛队获胜。
2009年2月17日关于欺骗的新闻公开后加勒比地区板球协会和英格兰和威尔士板球协会停止与斯坦福关于资助的谈判。2月20日英格兰和威尔士板球协会宣布切断所有与斯坦福的联系和终止所有合同。

### 媒体
在安提瓜和巴布达以及在聖克里斯多福及尼維斯斯坦福各拥有一个报纸出版社，其报纸名称均为《太阳报》。斯坦福被控欺骗后两包均告诉其职工将于2010年4月关闭。

## 外部參考
- 美國富豪斯坦福[永久] - 新浪网
- 斯坦福涉巨額 客戶排隊 （页面存档备份，存于） - BBC中文网